# Альдено
Альдено (італ. Aldeno) — муніципалітет в Італії, у регіоні Трентіно-Альто-Адідже,  провінція Тренто.
Альдено розташоване на відстані близько 470 км на північ від Рима, 10 км на південь від Тренто.
Населення — 3084 особи (2014).
Щорічний фестиваль відбувається 15 червня. Покровитель — Vito.

## Демографія
Населення за роками:

Станом на 1 січня 2023 року в муніципалітеті офіційно проживало 226 іноземців з 31 країни, серед них 66 громадян країн Євросоюзу та 4 громадяни України.

## Сусідні муніципалітети
- Безенелло
- Чимоне
- Гарніга-Терме
- Номі
- Помароло
- Тренто